# Bathyagoninae
Die Bathyagoninae sind eine Unterfamilie von Meeresfischen aus der Familie der Panzergroppen (Agonidae). Acht der neun Arten der Bathyagoninae kommen im östlichen Nordpazifik vor, eine (Bathyagonus nigripinnis) im westlichen Nordpazifik.

## Merkmale
Die Arten der Bathyagoninae werden 9,5 bis 24 cm lang und haben einen langgestreckten, im Querschnitt runden oder abgeflachten Körper, der mit unterschiedlich großen Knochenplatten von unterschiedlicher Form bedeckt ist. Die Schnauzenspitze wird durch eine große Rostralplatte mit fünf Dornen geschützt. Auch die Körperplatten sind normalerweise bedornt. Die Spitzen der Stacheln sind transparent. Vor der ersten Rückenflosse und zwischen den beiden Rückenflossen finden sich relativ viele Platten ebenso an den Körperseiten. Die Flossenstrahlen am Rand der Schwanzflosse sind von Knochenplatten mit scharfen Stacheln bedeckt. Eine Epuralia, ein länglicher, freistehender Knochen im Schwanzflossenskelett, ist vorhanden.

## Gattungen und Arten
Zur Unterfamilie gehören drei Gattungen und neun Arten:
- Gattung Bathyagonus
  - Bathyagonus alascanus Gilbert, 1896
  - Bathyagonus infraspinatus Gilbert, 1904
  - Bathyagonus nigripinnis Gilbert, 1890
  - Bathyagonus pentacanthus Gilbert, 1890
- Gattung Odontopyxis
  - Odontopyxis trispinosa Lockington, 1880
- Gattung Xeneretmus
  - Xeneretmus latifrons Gilbert, 1890
  - Xeneretmus leiops Gilbert, 1915
  - Xeneretmus ritteri Gilbert, 1915
  - Xeneretmus triacanthus Gilbert, 1890